# Simopteryx galbanaria
Simopteryx galbanaria là một loài bướm đêm trong họ Geometridae.